# Krups
Krups — немецкая марка, под которой производятся кофеварки и кофемашины, а также различная малая бытовая техника. Названа в честь основателя Роберта Крупса. С 2001 года входит во французскую группу SEB.

## История Krups
- 1846 — появление фирмы Krups в Вальде; Роберт Крупс создает промышленное предприятие на основе кузницы своего дяди Джошуа Кортца; компания производит пружинные весы.
- 1866 — производство переносится в Золинген, начинается экспорт продукции Krups в Голландию и Швейцарию.
- 1920 — Krups становится крупнейшим производителем хозяйственных весов в Германии. На предприятии работает около 110 человек.
- 1951 — компания переходит под управление третьего поколения семьи Крупс (Фриц Крупс и доктор Карл Курнер), на предприятии работает только 30 человек.
- 1956 — Krups начинает выпускать свою первую кофемолку.
- 1959 — Krups выпускает миксер «3Mix»
- 1961 — Krups выпускает электрическую кофеварку Onko, которая позднее была переименована в T8.
- 1964 — производство состоит из 5 заводов, 4 из которых расположены в Германии, а 1 — в Ирландии (Лимерик). На предприятиях работают 1714 человек.
- 1967 — Krups выпускает свою первую ломтерезку[2].
- 1972 — товары Krups появляются на северо-американском рынке.
- 1975 — на предприятиях Krups работает 4000 человек. Торговый оборот компании достигает 300 млн немецких марок.
- 1983 — Krups начинает производить первую эспрессо-кофеварку[2]. Ассортимент компании расширяется за счет паровых машин, электронно-программируемых моделей и комбинированных приборов.
- 1991 — Krups начинает совместное производство с компанией Nestle; выпущена первая капсульная система Krups Espresso[2].
- 1991 — Moulinex приобретает предприятие Krups.
- 1996 — компания отметила своё 150-летие.
- 1999 — закрылась фабрика в Лимерике (800 рабочих).
- 2001 — После банкротства Group SEB покупает часть акций Moulinex, благодаря чему Krups также вошёл в состав группы компаний[2][3].
- 2005 — Krups выпускает новый ассортимент продукции, созданной дизайнером Константином Криком (Konstantin Grcic)[2].
- 2009 — В результате сотрудничества Krups и Heineken создана запатентованная система охлаждения, хранения и розлива пива BeerTender
- 2010 — Krups и Nestlé представили новую совместную разработку — систему приготовления напитков Dolce Gusto.

## Технологии Krups
Компания Krups создала несколько технологических решений, которые были использованы в её продуктах.
- Жерновая кофемолка Krups обеспечивает равномерный помол, который сохраняет аромат кофе.
- Запатентованная система прессования Krups (Krups Tamping System) равномерно спрессовывает молотый кофе перед приготовлением, благодаря чему обеспечивается высокое давление и напиток получается крепче.

## Интересные факты
- Дизайнерская кофемолка 223 Coffina Super была использованы в качестве реквизита в известных фильмах, как в оригинальном виде, так и изменённая: «Чужой» (кадры, не вошедшие в фильм)[4], «Назад в будущее» (термоядерный генератор «Mr. Fusion»[5]) и в телесериале «Пространство» (3-й сезон, 3-я серия, сцена в лазарете).
- Запущенная в 1991 году первая в истории веб-камера показывала кофеварку в Троянской комнате Кембриджского университета[6][7], также выпущенную компанией Krups. Камера была настроена учёными так, чтобы можно было видеть кофеварку и узнать не пуста ли она. Сейчас камера не работает, поскольку была отключена 22 августа 2001 года. Последний фотоснимок, сделанный этой камерой, ещё можно видеть на её домашней странице в Интернете.